# Medaille voor het Redden van Stervenden
De Medaille voor het Redden van Stervenden (Russisch: "Медаль За спасение погибавших") is een onderscheiding van de Russische Federatie die op 9 maart 1994 werd ingesteld.
De ronde zilveren medaille met op de voorzijde een afbeelding van de Orde voor Dapperheid van de Russische Federatie wordt op de linkerborst aan een vijfhoekig opgemaakt wit lint met een smalle rode bies gedragen. Op de keerzijde staat de opdracht "ЗА СПАСЕНИЕ ПОГИБАВШИХ" (Voor het redden van levens) naast een krans van lauweren, eikenblad en palmblad. De keerzijde draagt ook een serienummer.
De medaille wordt voor het redden van levens, steeds met gevaar voor eigen leven, uitgereikt. Het kan om natuurrampen, op het water, onder de grond, tijdens brand en onder andere omstandigheden gaan.
De medaille werd sinds de instelling al meer dan 8000 maal uitgereikt.
Hoogste eretitels van de Russische Federatie

Held van de Russische Federatie ·
Held van de Arbeid

Orden van de Russische Federatie

Sint-Andreas de Eerstgeroepene ·
Sint-George ·
Verdienste voor het Vaderland ·
Heilige Catharina de Grote Martelares ·
Alexander Nevski ·
Soevorov ·
Oesjakov ·
Zjoekov ·
Koetoezov ·
Nachimov ·
 Dapperheid ·
Militaire Verdienste ·
Maritieme Verdienste ·
Eer ·
Vriendschap ·
Roem van het Ouderschap

Onderscheidingstekens van de Russische Federatie

Sint-Georgekruis ·
Onderscheidingsteken voor Goede Daden ·
Onderscheidingsteken voor Onberispelijke Dienst

Medailles van de Russische Federatie

Dienen van het Moederland ·
Moed ·
Soevorov ·
Oesjakov ·
Zjoekov ·
Nesterov ·
Poesjkin ·
Verdedigers van het Vrije Rusland ·
Bewaken van de Openbare Orde ·
Verdedigen van de Grenzen ·
Redden van Stervenden ·
Landbouw ·
Ontwikkeling van spoorwegen ·
Kernenergie-onderzoek ·
Ruimteonderzoek ·
Roem van het Ouderschap

Herinneringsmedailles die tot 2010 staatsonderscheiding waren

50 jaar Overwinning ·
60 jaar Overwinning ·
65 jaar Overwinning ·
300 jaar Russische Marine ·
850 jaar Moskou ·
100 jaar Trans-Siberische Spoorweg ·
Al-Russische volkstelling ·
300 jaar Sint-Petersburg ·
1000 jaar Kazan

Herinneringsmedailles

70 jaar Overwinning

Certificaten van de President van de Russische Federatie

 Erecertificaat ·
Certificaat van Dankbaarheid